# Reicheiina
Reicheiina es una subtribu de coleópteros adéfagos de la familia Carabidae. Se distribuyen por el Paleártico (excepto zonas polares y subpolares).

## Géneros
Se reconocen los siguientes:
- Alpiodytes
- Antireicheia
- Asioreicheia
- Catalanodytes
- Chaetomargoreicheia
- Dalmatoreicheia
- Dimorphoreicheia
- Galicioreicheia
- Gymnetoreicheia
- Iberodytes
- Ichnusodytes
- Kenyoreicheia
- Laoreicheia
- Orientoreicheia
- Reicheadella
- Reicheia
- Reicheidius
- Spelaeodytes
- Trilophidius
- Trilophus
- Typhloreicheia